# Taty Castellanos
Valentín Mariano José „Taty“ Castellanos Giménez (* 3. října 1998, Mendoza) je argentinský profesionální fotbalista, který hraje jako útočník za SS Lazio.
Začal hrát v amerických klubech a v roce 2022 se dostal na hostování do Girony FC. Tam se mu podařilo vstřelit 4 góly Realu Madrid. Následně v roce 2023 přestoupil do Lazia. V letech 2020-21 nastupoval za reprezentaci U23. V roce 2024 odehrál zápas za reprezentaci.